# Jakub Pokorski
Jakub Pokorski, pseud. Krojc (ur. 26 maja 1978 w Płocku) – polski muzyk, gitarzysta, wokalista, autor tekstów.

## Życiorys
Z wykształcenia magister ekonomii po Uniwersytecie Mikołaja Kopernika w Toruniu. Jest również absolwentem Państwowej Szkoły Muzycznej I stopnia im. Karola Szymanowskiego (klasa gitary) w Płocku.
Od 2001 do maja 2011 był gitarzystą zespołu Lao Che.
Gościnnie wystąpił na płytach Frutti Di Mare i Sulphur Phuture.
Od 2009 współtworzy wraz z Rafałem Kołacińskim „Praczasem” projekt Skadja, gdzie jest wokalistą, autorem tekstów i muzykiem. Ich debiutancka płyta Jest M ukazała się w 2011 roku. Oprócz tego Pokorski tworzy muzykę elektroniczną solowo. W 2010 wydał album Kid'78, a rok później Odludek. W 2012 we współpracy z Bartkiem Ujazdowskim wydał pod szyldem Klake/Krojc minialbum Replica.

## Nagrody i odznaczenia
30 lipca 2012 podczas uroczystości w Parku Wolności w Muzeum Powstania Warszawskiego z rąk prezydenta RP Bronisława Komorowskiego odebrał Srebrny Krzyż Zasługi za „działalność na rzecz popularyzacji i upamiętniania Powstania Warszawskiego”.

## Dyskografia
Z Lao Che
- 2005: Powstanie Warszawskie
- 2006: Powstanie Warszawskie DVD
- 2008: Gospel
- 2008: Przystanek Woodstock DVD
- 2010: Prąd stały / Prąd zmienny

Skadja
- 2011: Jest M

Solowo
- 2010: Kid'78
- 2011: Odludek
- 2012: Pirx
- 2013: Pirx Remixed (z udziałem m.in. Marcina Cichego i Igora Boxxa ze Skalpela)
- 2013: Wieczna Miłość – Upadłe Anioły Popkultury
- 2013: #33 (Obraz na okładce: "Machina mistyczna III" Leszka Kostuja)

Inne
- 2012: Replica jako Klake/Krojc